# Attestation de porte-fort
En France, l'attestation de porte-fort est un acte par lequel un notaire ou un héritier se porte fort pour ses cohéritiers pour pouvoir percevoir les sommes dues aux héritiers par un créancier.
Par cet acte, cette personne s'engage à effectuer l'ensemble des démarches administratives relatives à la succession, pour le compte de et dans l'intérêt de tous les (co)héritiers.
Le montant de la créance pouvant faire l'objet d'une attestation de porte-fort est plafonné par décision ministérielle. En 2018, le montant maximal était d'environ 5300 euros.